# Ann Hovey
Pour l’article homonyme, voir Hovey.
 (février 2019).
Si vous disposez d'ouvrages ou d'articles de référence ou si vous connaissez des sites web de qualité traitant du thème abordé ici, merci de compléter l'article en donnant les références utiles à sa vérifiabilité et en les liant à la section « Notes et références ».
Ann Hovey, née Anna Jacques Hovey (29 août 1911 - 25 août 2007), est une chanteuse et une actrice de cinéma américaine des années 1930, principalement dans des films de séries B.

## Biographie
Anna naît à Mount Vernon dans une famille éminente de l'Indiana, descendante par son père Alvin Peterson Hovey, un officier de l'Armée de l'Union durant la guerre civile américaine et gouverneur de l’État de l'Indiana de 1888 à 1891. Sa mère fait partie d'une famille du gratin de San Francisco lorsqu'elle épouse le père de Anna, alors riche banquier. Diplômée de l'Université de l'Indiana en 1929, Anna suit une formation de chanteuse.   
Ayant signé avec la Warner Bros. avec son nouveau nom de scène Ann, elle apparaît dans son premier film, malheureusement non crédité, en qualité de chanteuse dans la chorale de 42e Rue de 1933, aux côtés de Ginger Rogers, de Warner Baxter et de Patricia Ellis. Son premier rôle crédité lui est offert, la même année dans Private Detective 62, avec à l'affiche William Powell. Elle enchaîne le tournage de six films dont deux lui seront crédités. En 1934, elle apparaît dans trois films et est sélectionnée pour être une des treize Baby stars par la WAMPAS, la dernière année où sera décernée cette distinction.   
En 1935, Ann apparaît seulement dans un film Circus shadows bien qu'elle fasse l'objet d'une attention particulière consécutive à sa dernière distinction. Jolie brune,  Ann séduit les Studios après ses apparitions dans plusieurs films au sein des chorales. En 1936, elle signe avec la RKO et apparaît dans le film le plus populaire de sa carrière, aux côtés des stars des films de cow-boys Tom Keene et de Joan Barclay dans le western The Glory Trail. 
Elle tourne cinq films en 1937, dont trois à son crédit. et tournera son dernier film en 1938 dans Flirting with Fate. Elle épouse la même année, William Crowell, directeur de la société de publicité Crowell, et quitte définitivement l'Industrie du cinéma. 
Après son divorce, elle se remarie avec Robert Husey un journaliste et déménage en Arizona. Dans les années 1990, surprise par l'engouement des fans des années du cinéma en noir et blanc, elle déclarera  « Je suis surprise, je ne me suis jamais pensée bonne actrice. ». Ann Hovey décède en Arizona, le 25 août 2007, 4 jours avant son 96e anniversaire. 

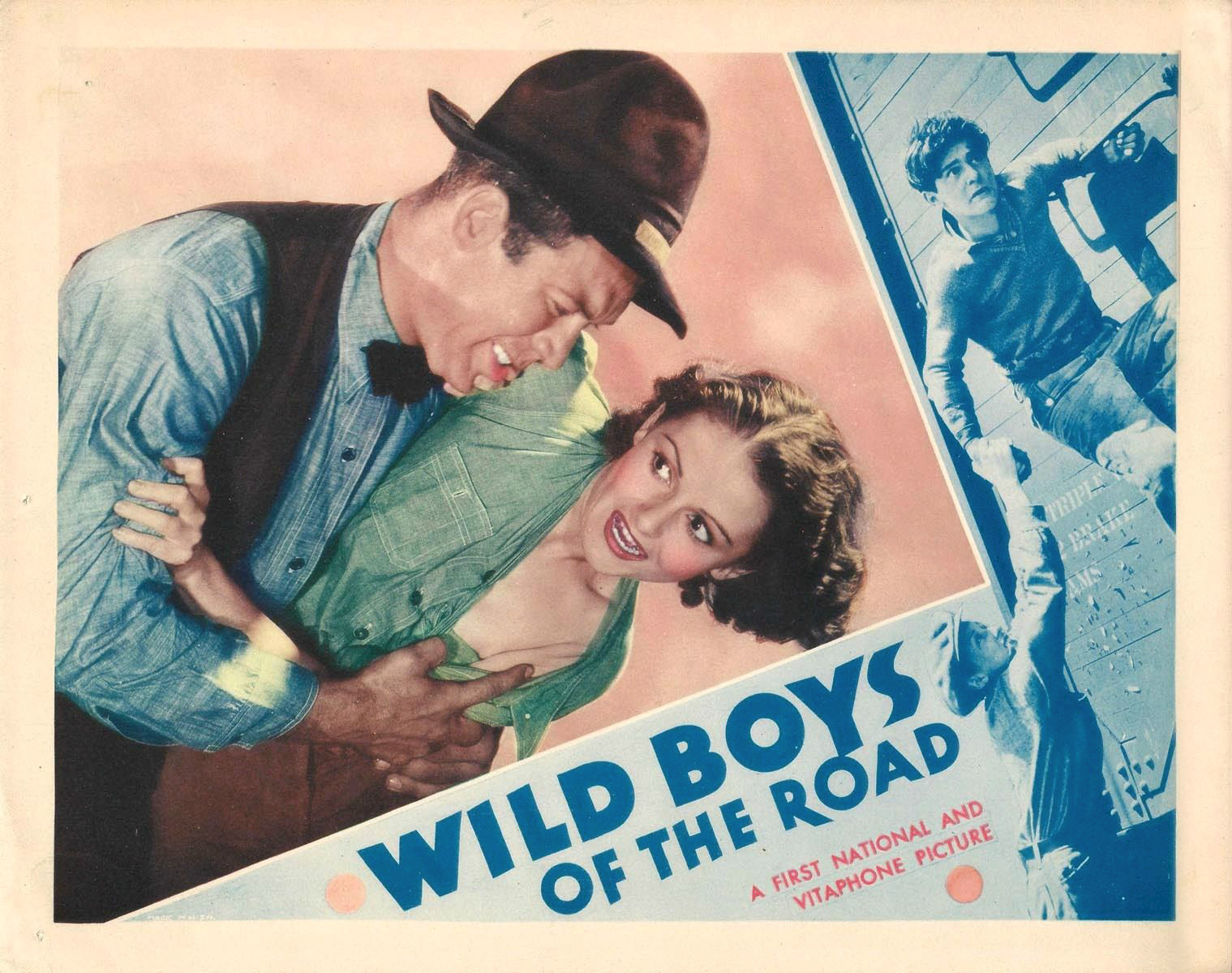
Ann Hovey dans Wild Boys of the Road

## Filmographie
- 1932 :   The Kid of Spain réalisé par Leo McCarey
- 1933 :   Mary Stevens, M.D. réalisé par Lloyd Bacon : Miss Logan
- 1933 :   Wild Boys of the Road réalisé par William A. Wellman : Lola
- 1933 :   The Little Giant réalisé par Roy Del Ruth : non créditée
- 1933 :   Man Killer réalisé par Michael Curtiz : Rose
- 1933 :   Private Detective 62 réalisé par Michael Curtiz : non créditée
- 1933 :   Chercheuses d'or de 1933 réalisé par Mervyn LeRoy : non créditée
- 1933 :   Prologues réalisé par Lloyd Bacon : non créditée
- 1933 :   42e Rue réalisé par Lloyd Bacon : non créditée
- 1934 :   Young and Beautiful réalisé par Joseph Santley : Baby Star
- 1934 :   Journal of a Crime réalisé par William Keighley : chanteuse
- 1934 :   Kiss and Make-Up réalisé par Harlan Thompson : Lady Rummond-Dray
- 1934 :   Easy to Love réalisé par William Keighley : une fille
- 1935 :   Circus Shadows réalisé par Charles Hutchinson : non créditée
- 1936 :   The Glory Trail réalisé par Lynn Shores (en) : Julie Morgan
- 1937 :   Super-Sleuth réalisé par Edward Small : Script Girl
- 1937 :   On Again-Off Again éalisé par Edward F. Cline : non créditée
- 1937 :   Danger Patrol réalisé par Lew Landers : Mrs. Ada Sanders
- 1937 :   Behind the Headlines réalisé par Richard Rosson : non créditée
- 1937 :   Annapolis Salute réalisé par Christy Cabanne ; Bunny Oliver
- 1939 :   Flirting with Fate réalisé par Frank McDonald : Ida